# Кубок Европы по сумо 2019
Кубок Европы по сумо 2019 года прошёл в Дзержинск (Россия)  с 08 по 10 ноября 2019 год в физкультурно оздоровительном комплексе "ОКА".

## Медалисты

### Мужчины
| Категория | Золото             | Серебро          | Бронза                 |
| --------- | ------------------ | ---------------- | ---------------------- |
| 70 кг     | Саловати Саидзода  | Шомили Саидзода  | Биямба Санчат          |
| 70 кг     | Саловати Саидзода  | Шомили Саидзода  | Сергей Антонов         |
| 77 кг     | Егор Власов        | Антонио Грозев   | Олего Давыденко        |
| 77 кг     | Егор Власов        | Антонио Грозев   | Матузс Коньезни        |
| 85 кг     | Субудай Шойдун     | Артыш Ооржак     | Пенчо Дочев            |
| 85 кг     | Субудай Шойдун     | Артыш Ооржак     | Святослав Семикарас    |
| 92 кг     | Николай Николов    | Руслан Русанов   | Кайгал-Оол Ондар       |
| 92 кг     | Николай Николов    | Руслан Русанов   | Эрик Шилагий           |
| 100 кг    | Мерт Эмин          | Максим Луганский | Иван Благоев           |
| 100 кг    | Мерт Эмин          | Максим Луганский | Чингиз Самадов         |
| 115 кг    | Сайин-Белек Тиулуш | Михаил Илиев     | Константин Абдула-Заде |
| 115 кг    | Сайин-Белек Тиулуш | Михаил Илиев     | Важа Даяури            |
| +115 кг   | Василий Маргиев    | Эдвард Кудзоев   | Зураб Акубардия        |
| +115 кг   | Василий Маргиев    | Эдвард Кудзоев   | Олександр Вересюк      |
| Open кг   | Руслан Багаев      | Василий Маргиев  | Яцек Пирсяк            |
| Open кг   | Руслан Багаев      | Василий Маргиев  | Олександр Вересюк      |

### Женщины
| Категория | Золото               | Серебро            | Бронза              |
| --------- | -------------------- | ------------------ | ------------------- |
| 55 кг     | Кристина Голакова    | Силвия Каминска    | Круццель Магдалена  |
| 55 кг     | Кристина Голакова    | Силвия Каминска    | Иванка Барутчийская |
| 60 кг     | Валентина Одинцова   | Яна Кожанова       | Виалетта Генчева    |
| 60 кг     | Валентина Одинцова   | Яна Кожанова       | Александра Ермолова |
| 65 кг     | Вера Коваль          | Моника Скиба       | Масиос Магдалена    |
| 65 кг     | Вера Коваль          | Моника Скиба       | Изабел Христова     |
| 73 кг     | Магда Скраджновская  | Анастасия Фрасинюк | Нина Страхова       |
| 73 кг     | Магда Скраджновская  | Анастасия Фрасинюк | Джей Реймунд        |
| 80 кг     | Екатерина Алексеевна | Светлана Петрова   | Оля Ковачева        |
| 80 кг     | Екатерина Алексеевна | Светлана Петрова   | Керстин Шмидтсдорф  |
| 95 кг     | Лилия Вицкопова      | Сара Крол          | Наталия Берзикси    |
| 95 кг     | Лилия Вицкопова      | Сара Крол          | Арника Шульце       |
| +95 кг    | Анна Полякова        | Ольга Давидко      | Виктория Царук      |
| +95 кг    | Анна Полякова        | Ольга Давидко      | Свитлана Яромка     |
| Open кг   | Анна Полякова        | Екатерина Гордеева | Марина Максименко   |
| Open кг   | Анна Полякова        | Екатерина Гордеева | Свитлана Яромка     |

## Командные соревнования
| Место | Мужчины  | Мужчины |
| Место | Команда  |         |
| ----- | -------- | ------- |
| 1     | Россия   |         |
| 2     | Грузия   |         |
| 3     | Украина  |         |
| 3     | Болгария |         |

| Место | Женщины | Женщины |
| Место | Команда |         |
| ----- | ------- | ------- |
| 1     | Россия  |         |
| 2     | Украина |         |
| 3     | Польша  |         |
| 3     | Н       |         |